# Châu Đốc (tỉnh)
Châu Đốc là một tỉnh cũ của Việt Nam Cộng hòa.

## Địa lý
Tỉnh Châu Đốc có vị trí địa lý:
- Phía đông giáp tỉnh Kiến Phong
- Phía tây giáp tỉnh Kiên Giang
- Phía nam giáp tỉnh An Giang
- Phía bắc giáp Campuchia.

## Lịch sử
Tỉnh Châu Đốc được thành lập vào ngày 1 tháng 1 năm 1900, tồn tại vào thời Pháp thuộc và bị chính quyền Việt Nam Cộng hòa giải thể vào cuối năm 1956, tuy nhiên sau đó tỉnh Châu Đốc lại được chính quyền Việt Nam Cộng hòa tái lập vào năm 1964 tỉnh lỵ là thị xã Châu Phú, tiếp tục tồn tại và bị mất tên gọi đơn vị hành chính cấp tỉnh từ sau ngày 30 tháng 4 năm 1975 cho đến nay.

### Thời Pháp thuộc

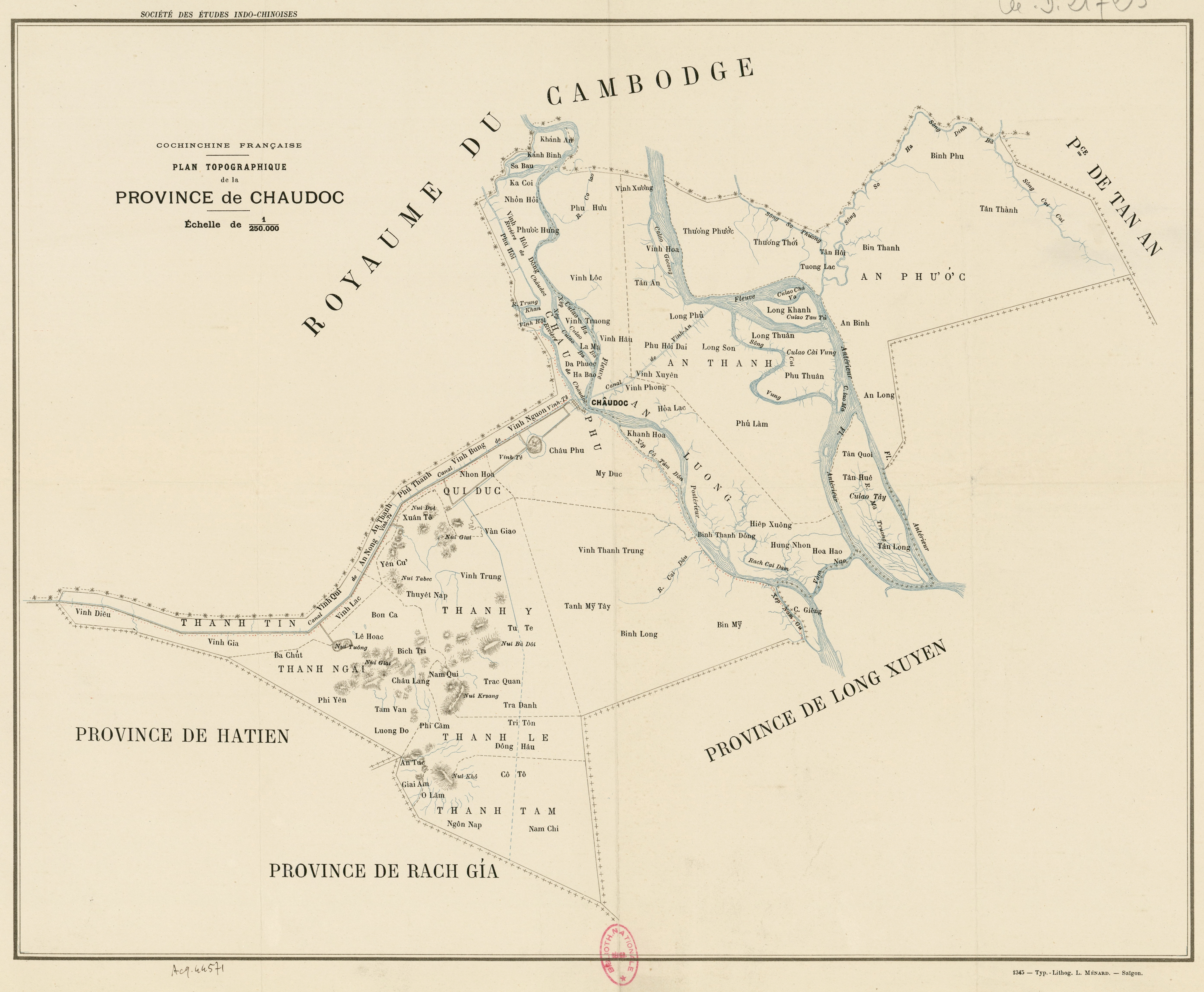
Bản đồ tỉnh Châu Đốc của Nam Kỳ thuộc Pháp năm 1900s

Châu Đốc nguyên là đất thuộc Chân Lạp, gọi là Tầm Phong Long (Kompong Long). Năm 1757, vua Chân Lạp dâng đất này cho Chúa Nguyễn. Chúa Nguyễn đặt đạo Châu Đốc nối liền với trấn Hà Tiên.
Năm 1876, Pháp chia Nam Kỳ thành 4 khu vực hành chính lớn, mỗi khu vực hành chính lại chia nhỏ thành các tiểu khu hay hạt tham biện (arrondissement administratif) thì Châu Đốc là hạt tham biện thuộc khu vực hành chính Bát Xắc (Bassac), vốn là phần đất tỉnh An Giang xưa.
Ngày 20 tháng 12 năm 1899 của Toàn quyền Đông Dương ban hành Nghị định quy định kể từ ngày 1 tháng 1 năm 1900 về việc đổi tên các hạt tham biện ở Nam Kỳ thành tỉnh. Theo đó, đổi tên hạt tham biện Châu Đốc thành tỉnh Châu Đốc.
| Đơn vị hành chính tỉnh Châu Đốc năm 1901 | Đơn vị hành chính tỉnh Châu Đốc năm 1901 | Đơn vị hành chính tỉnh Châu Đốc năm 1901               |
| Tổng                                     | Làng | Chợ                                                    |
| ---------------------------------------- | --- | ------------------------------------------------------ |
| An Lương                                 | 18 làng: Bình Long, Bình Mỹ, Bình Thạnh Đông, Hòa Hảo, Hòa Lạc, Khánh Hòa, Vĩnh Hậu, Vĩnh Lộc, Vĩnh Phong, Vĩnh Thạnh Trung, Thạnh Mỹ Tây, Phú Hữu, Hưng Nhơn, Hiệp Xương, Đồng Đức, Châu Giang, Phum Soài, Katambong    | Cái Dầu: Làng Bình Long                                |
| An Phước                                 | 12 làng: An Long, An Bình, Bình Thạnh, Bình Phú, Tân Long, Tân Hội, Tân Huề, Tân Quới, Tân Thành, Thường Lạc, Thường Phước, Thường Thới                                                                                  | - Trà Dư: Làng Thường Thới - Hồng Ngự: Làng Thường Lạc |
| An Thành                                 | 12 làng: Long Khánh, Long Sơn, Long Thuận, Long Phú, Phú Thuận, Phú Lâm, Phú Hội Đại, Phú An, Tân An, Vĩnh Hòa, Vĩnh Xương, Vĩnh Xuyên                                                                                   | - Chợ Kinh: Làng Long Phú - Phú An: Làng Phú An        |
| Châu Phú                                 | 21 làng: Châu Phú, Khánh An, Khánh Bình, Khánh Hội, Nhơn Hội, Phú Hội, Vĩnh Hội; Vĩnh Hội Đông, Vĩnh Khánh, Vĩnh Tế, Vĩnh Nguơn, Vĩnh Trường, Vĩnh Hưng, Phước Hưng, Đa Phước, Mỹ Đức, Kacoi, Kacoki, Lama, Sbâu, Hà Bao | Châu Phú: Làng Châu Phú                                |
| Quy Đức                                  | 5 làng: An Nông, An Thạnh, Phú Thạnh, Nhơn Hòa, Thới Sơn | - Tịnh Biên: Làng An Thạnh - Cây Mít: Làng Nhơn Hòa    |
| Thành Lễ                                 | 6 làng: An Tức, Đôn Hậu, Giai Âm, Nam Qui, Phi Cấm, Tri Tôn |                                                        |
| Thành Ngãi                               | 8 làng: Ba Chút, Bích Trì, Bôn Ca, Châu Lăng, Lê Huất, Lương Đô, Phi Yên, Trầm Văn |                                                        |
| Thành Tâm                                | 4 làng: Cô Tô, Nam Chỉ, Ngôn Nạp, Ô Lâm |                                                        |
| Thành Tín                                | 5 làng: Vĩnh Điều, Vĩnh Gia, Vĩnh Lạc, Vĩnh Quới, Hưng Nhượng | Xoài Tôn: Làng Hưng Nhượng                             |
| Thành Ý                                  | 8 làng: Tà Đảnh, Thuyết Nạp, Trát Quan, Tu Tế, Văn Giáo, Vĩnh Trung, Xuân Tô, An Cư |                                                        |

Năm 1903, tỉnh Châu Đốc có 3 quận: Tân Châu, Tri Tôn và Tịnh Biên.
Năm 1913–1924, tỉnh Hà Tiên bị giải thể, trở thành một quận thuộc tỉnh Châu Đốc. Sau đó, lại tách ra trở thành tỉnh Hà Tiên độc lập như trước.
Năm 1917, thành lập quận Châu Thành.
Năm 1919, thành lập quận Châu Phú trên cơ sở đổi tên quận Châu Thành.
Năm 1929, thành lập quận Hồng Ngự trên cơ sở tổng An Phước của quận Tân Châu. Tỉnh lỵ đặt tại làng Châu Phú thuộc quận Châu Phú.
Năm 1939, tỉnh Châu Đốc có 5 quận: Châu Thành, Tân Châu, Hồng Ngự, Tịnh Biên, Tri Tôn.
| Đơn vị hành chính tỉnh Châu Đốc năm 1939 | Đơn vị hành chính tỉnh Châu Đốc năm 1939 |
| Quận                                     | Tổng |
| ---------------------------------------- | --- |
| Châu Thành                               | - An Lương có 10 làng: Bình Long, Bình Mỹ, Bình Thạnh Đông, Hiệp Xương, Hòa Lạc, Hưng Nhơn, Katambong, Khánh Hòa, Thạnh Mỹ Tây, Vĩnh Thạnh Trung - An Phú có 11 làng: Kacoki, Tân Hội, Khánh An, Khánh Bình, Nhơn Hội, Phú Hữu, Phum Soài, Vĩnh Lộc, Phước Hưng, Phú Hội, Vĩnh Hội Đông - Châu Phú có 10 làng: Châu Phú, Đa Phước, Hà Bao, Mỹ Đức, Châu Giang, Vĩnh Phong, Vĩnh Tế, Vĩnh Nguơn, Vĩnh Hậu, Vĩnh Trường |
| Tân Châu                                 | - An Lạc có 3 làng: Hòa Hảo, Phú An, Phú Lâm - An Thạnh có 8 làng: Long Khánh, Long Phú, Long Sơn, Long Thuận, Phú Thuận, Tân An, Vĩnh Hòa, Phú Vĩnh |
| Hồng Ngự                                 | - Cù Lao Tây có 3 làng: Tân Huề, Tân Long, Tân Quới - An Phước có 8 làng: An Bình, An Long, Bình Thạnh, Tân Hội, Tân Thành, Thường Lạc, Thường Phước, Thường Thới |
| Tịnh Biên                                | - Quy Đức có 4 làng: An Nông, An Phú, Thới Sơn, Nhơn Hưng - Tổng Thành Tín có 2 làng: Vĩnh Gia, Lạc Quới - Tổng Thành Ý có 5 làng: Thuyết Nạp, Văn Giáo, Vĩnh Trung, Xuân Tô, Yên Cư |
| Tri Tôn                                  | - Thành Ngãi có 5 làng: Ba Chút, Bồn Tai, Châu Lang, Lê Huất, Lương Phi - Thành Tâm có 2 làng: Cô Tô, Ô Lâm - Thành Ý có 3 làng: Tà Đảnh, Trác Quan, Tú Tề |

Địa bàn tỉnh thời điểm này tương ứng với toàn bộ các huyện, thị xã: Phú Tân, Châu Phú (trừ xã Bình Thủy), An Phú, Tân Châu, Tịnh Biên, 2/3 diện tích đất huyện Tri Tôn và thành phố Châu Đốc của tỉnh An Giang; một phần nhỏ đất huyện Giang Thành của tỉnh Kiên Giang; các huyện Hồng Ngự, Tân Hồng và thành phố Hồng Ngự, một phần nhỏ đất huyện Tam Nông, khu vực cù lao Tây của huyện Thanh Bình, tỉnh Đồng Tháp ngày nay.

### Giai đoạn 1945–1954
Sau Cách mạng tháng Tám năm 1945, Ủy ban Kháng chiến Hành chánh Nam bộ chủ trương bỏ cấp tổng, bỏ đơn vị làng, thống nhất gọi là xã, đồng thời bỏ danh xưng quận, gọi thay thế bằng huyện. Chính quyền Việt Nam Cộng hòa đến năm 1956 cũng thống nhất dùng danh xưng là xã, tuy nhiên vẫn gọi là quận cho đến năm 1975. Lúc bấy giờ, Châu Đốc là một trong 21 tỉnh ở Nam Bộ.
Ngày 12 tháng 9 năm 1947, Ủy ban Kháng chiến hành chính Nam Bộ (chính quyền Việt Nam Dân chủ Cộng hòa) ban hành Chỉ thị số 50/CT về việc thay đổi sắp xếp hành chính của tỉnh Châu Đốc và tỉnh Long Xuyên, thành lập các tỉnh mới có tên là Long Châu Tiền và Long Châu Hậu.
- Tỉnh Long Châu Tiền nằm ở phía bờ trái (tả ngạn) sông Hậu, hai bên sông Tiền thuộc khu 8 và có 5 huyện: Tân Châu, Hồng Ngự, Chợ Mới, An Giang, Châu Phú B, Lấp Vò.
- Tỉnh Long Châu Hậu nằm ở phía bờ phải (hữu ngạn) sông Hậu và có 6 huyện: Tịnh Biên, Tri Tôn, Thốt Nốt, Thoại Sơn, Châu Phú A, Châu Thành (bao gồm 2 tỉnh lỵ Long Xuyên và Châu Đốc).

Ngày 14 tháng 5 năm 1949, huyện Lấp Vò được trả về tỉnh Sa Đéc. Cũng trong năm đó, huyện Tân Châu của tỉnh Long Châu Tiền chia thành 2 huyện mới là Phú Châu và Tân Châu.
Năm 1949, chính quyền Việt Minh giao huyện Thốt Nốt về cho tỉnh Cần Thơ, đến năm 1954 lại trả huyện Thốt Nốt về cho tỉnh Long Xuyên quản lý trở lại như trước.
Tháng 10 năm 1950, hợp nhất tỉnh Long Châu Hậu và tỉnh Hà Tiên thành tỉnh Long Châu Hà, có 8 huyện: Tịnh Biên, Tri Tôn, Châu Phú A, Châu Thành, Thoại Sơn, Thốt Nốt, Giang Châu (hợp nhất hai huyện Giang Thành và Châu Thành của tỉnh Hà Tiên cũ), Phú Quốc.
Năm 1951, nhập huyện Lấp Vò vào tỉnh Long Châu Sa.
Tháng 6 năm 1951, tỉnh Long Châu Tiền hợp nhất với tỉnh Sa Đéc thành tỉnh Long Châu Sa có 7 huyện: Châu Thành (của tỉnh Sa Đéc cũ), Lai Vung, Cao Lãnh, Tân Hồng, Tân Châu, Phú Châu, Chợ Mới. Trong đó, hai huyện Tân Hồng và Tân Châu vốn là hai huyện Hồng Ngự và Tân Châu của tỉnh Long Châu Tiền trước đó.
Tháng 7 năm 1951, hợp nhất 2 huyện Tri Tôn và Tịnh Biên thành huyện Tịnh Biên; hợp nhất 2 huyện Châu Thành và Thoại Sơn thành huyện Châu Thành.
Tuy nhiên, tên các tỉnh Long Châu Tiền, Long Châu Hậu, Long Châu Sa và Long Châu Hà không được chính quyền Quốc gia Việt Nam của Bảo Đại và chính quyền Việt Nam Cộng hòa công nhận.
Năm 1954, chính quyền Việt Minh giải thể các tỉnh Long Châu Sa, Long Châu Hà, đồng thời khôi phục lại tỉnh Châu Đốc, tỉnh Long Xuyên, tỉnh Sa Đéc và tỉnh Hà Tiên như cũ.

### Giai đoạn 1954–1975

#### Việt Nam Cộng hòa
| Dân số tỉnh Châu Đốc năm 1967 | Dân số tỉnh Châu Đốc năm 1967 |
| Quận                          | Dân số (người)                |
| ----------------------------- | ----------------------------- |
| An Phú                        | 67.354                        |
| Châu Phú                      | 168.021                       |
| Tân Châu                      | 110.297                       |
| Tịnh Biên                     | 40.717                        |
| Tri Tôn                       | 64.127                        |
| Tổng số                       | 450.516                       |

Ban đầu, chính quyền Quốc gia Việt Nam và sau đó là Việt Nam Cộng hòa vẫn duy trì tên gọi tỉnh Châu Đốc như thời Pháp thuộc.
Năm 1955, tỉnh Châu Đốc có 5 quận: Châu Phú, Tân Châu, Tri Tôn, Tịnh Biên, Hồng Ngự với 70 xã.
Ngày 17 tháng 2 năm 1956, Tổng thống Việt Nam Cộng hòa ban hành Sắc lệnh số 21-NV về việc thành lập tỉnh Phong Thạnh trên cơ sở quận Hồng Ngự thuộc tỉnh Châu Đốc. 
Ngày 22 tháng 10 năm 1956, Tổng thống Việt Nam Cộng hòa Ngô Đình Diệm ban hành Sắc lệnh số 143-NV về việc:
- Thành lập tỉnh Kiến Phong trên cơ sở đổi tên tỉnh Phong Thạnh.
- Thành lập tỉnh An Giang trên cơ sở hợp nhất tỉnh Châu Đốc và tỉnh Long Xuyên trước đó.

Sau năm 1956, các làng gọi là xã.
Lúc này ở vùng đất cả hai tỉnh Long Xuyên và Châu Đốc trước đó đều có quận Châu Thành cả. Tuy nhiên, do tỉnh lỵ tỉnh An Giang có tên là "Long Xuyên" và được đặt ở quận Châu Thành thuộc tỉnh Long Xuyên cũ, cho nên quận Châu Thành thuộc tỉnh Châu Đốc cũ được đổi tên là quận Châu Phú như ở giai đoạn 1919–1939.
Năm 1957, thành lập quận An Phú.
Ngày 8 tháng 9 năm 1964, Thủ tướng chính quyền mới của Việt Nam Cộng hòa ban hành Sắc lệnh số 246-NV quy định kể từ ngày 1 tháng 10 năm 1964 về việc tái lập tỉnh Châu Đốc trên cơ sở các quận Châu Phú, Tân Châu, An Phú, Tri Tôn, Tịnh Biên thuộc tỉnh An Giang trước đó.
Tỉnh Châu Đốc khi đó bao gồm 5 quận:
- Quận Châu Phú có 14 xã, quận lỵ đặt tại xã Châu Phú.
- Quận Tân Châu có 8 xã, quận lỵ đặt tại xã Long Phú.
- Quận Tri Tôn có 15 xã, quận lỵ đặt tại xã Tri Tôn.
- Quận Tịnh Biên có 8 xã, quận lỵ đặt tại xã An Phú.
- Quận An Phú có 13 xã, quận lỵ đặt tại xã Phước Hưng.

Tỉnh lỵ tỉnh Châu Đốc khi đó lại có tên là "Châu Phú", do nằm trong địa bàn xã Châu Phú, quận Châu Phú.
Địa bàn tỉnh thời điểm này  tương ứng với toàn bộ các huyện thị Phú Tân, Châu Phú (trừ xã Bình Thủy), An Phú, Tân Châu, Tịnh Biên, 2/3 diện tích đất huyện Tri Tôn và thành phố Châu Đốc của tỉnh An Giang, một phần huyện Giang Thành của tỉnh Kiên Giang ngày nay.

### Sau năm 1975

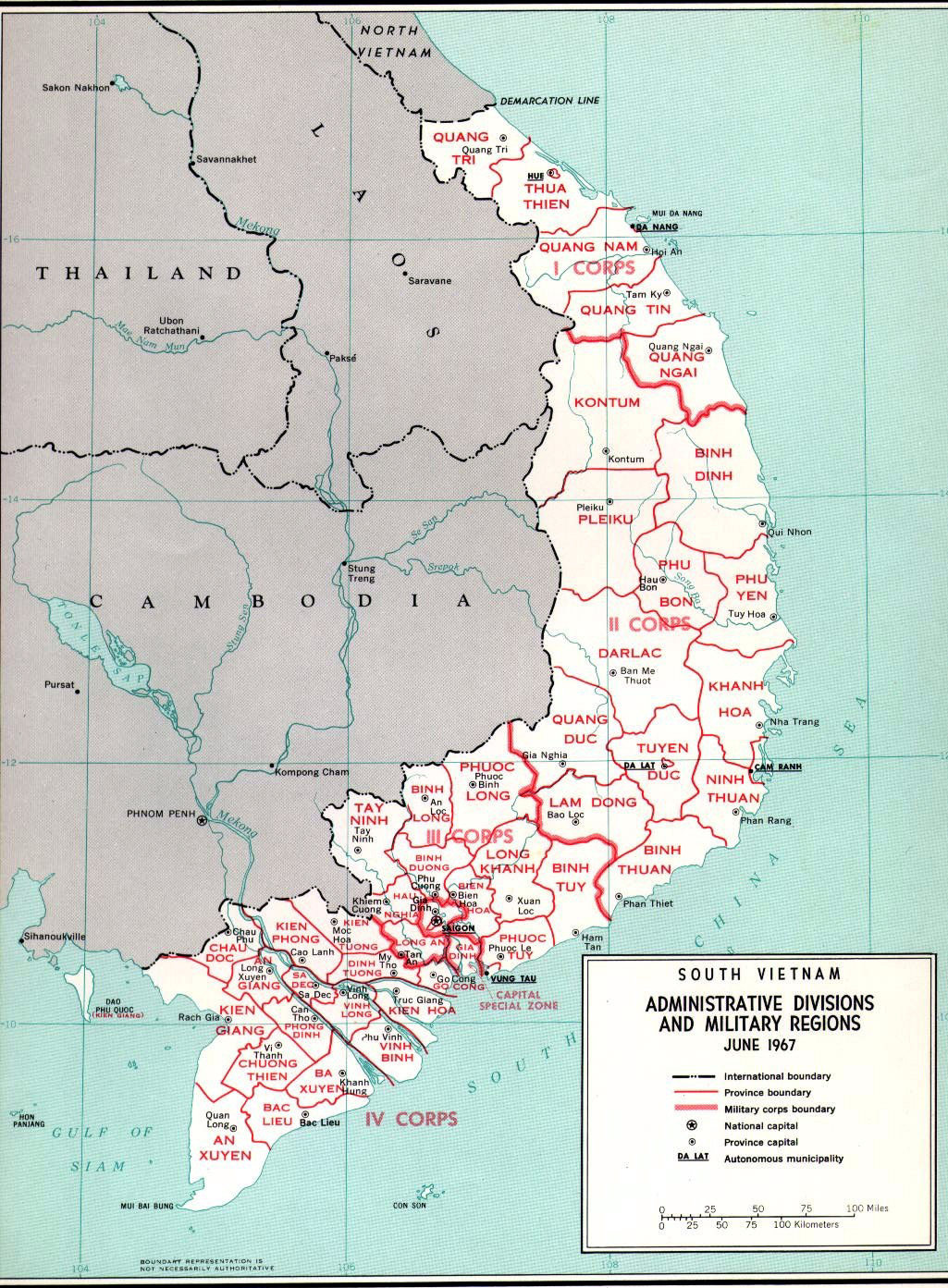
Bản đồ hành chính VNCH năm 1967

#### Chính quyền Cách mạng
Năm 1957, chính quyền Mặt trận Dân tộc Giải phóng Miền Nam Việt Nam và sau này là Chính phủ Cách mạng lâm thời Cộng hòa Miền Nam Việt Nam cùng với Việt Nam Dân chủ Cộng hòa cũng giải thể và sáp nhập hai tỉnh Long Xuyên và Châu Đốc với nhau để thành lập một tỉnh mới, vẫn lấy tên là tỉnh An Giang như phía chính quyền Việt Nam Cộng hòa đã thực hiện vào năm 1956.
Trong giai đoạn 1964–1971, địa bàn tỉnh Châu Đốc của chính quyền Việt Nam Cộng hòa vẫn do tỉnh An Giang của chính quyền Cách mạng quản lý.
Giữa năm 1966, thành lập thị xã Châu Đốc trực thuộc tỉnh An Giang trên cơ sở xã Châu Phú thuộc huyện Châu Phú.
Năm 1970, tỉnh Châu Đốc có 5 quận với 57 xã.
- Quận An Phú có 11 xã: Đa Phước, Khánh An, Khánh Bình, Nhơn Hội, Phú Hội, Phú Hữu, Phước Hưng, Vĩnh Hậu, Vĩnh Hội Đông, Vĩnh Lộc, Vĩnh Tường.
- Quận Châu Phú có 15 xã: Bình Long, Bình Mỹ, Bình Thạnh Đông, Châu Giang, Châu Phong, Châu Phú, Hiệp Xương, Hòa Lạc, Hưng Nhơn, Khánh Hòa, Mỹ Đức, Thạnh Mỹ Tây, Vĩnh Ngươn, Vĩnh Tế, Vĩnh Thạnh Trung.
- Quận Tân Châu có 9 xã: Hòa Hảo, Long Phú, Long Sơn, Phú An, Phú Lâm, Phú Vinh, Tân An, Vĩnh Hòa, Vĩnh Xương.
- Quận Tịnh Biên có 10 xã: An Nông, An Phú, Ba Chúc, Lạc Quới, Nhơn Hưng, Tân Khánh Hòa, Thới Sơn, Vĩnh Điều, Vĩnh Gia, Xuân Tô.
- Quận Tri Tôn có 12 xã: An Cư, An Hảo, An Lạc, An Túc, Cô Tô, Lệ Tri, Lương Phi, Ô Lâm, Tri Tôn, Tú Tề, Văn Giáo, Vĩnh Trung.

Năm 1971, Trung ương Cục miền Nam quyết định thành lập tỉnh Châu Hà trên cơ sở tách ra từ tỉnh An Giang, tỉnh Châu Đốc và tỉnh Hà Tiên trước năm 1956. 
Tháng 5 năm 1974, chính quyền Cách mạng lại giải thể tỉnh An Giang để tái lập các tỉnh Long Châu Hà và Long Châu Tiền bao gồm cả một phần vùng đất tỉnh Long Xuyên trước năm 1956.
- Tỉnh Long Châu Tiền có thị xã Tân Châu (tỉnh lỵ) và 6 huyện: An Phú, Phú Tân A, Phú Tân B, Hồng Ngự, Tam Nông (nay là huyện Thanh Bình của tỉnh Đồng Tháp).
- Tỉnh Long Châu Hà mới có 2 thị xã: Long Xuyên (tỉnh lỵ), Châu Đốc và 8 huyện: Châu Thành X, Châu Phú, Tri Tôn, Tịnh Biên, Huệ Đức, Châu Thành A, Hà Tiên, Phú Quốc.

Tuy nhiên, tên các tỉnh Châu Hà, Long Châu Hà và Long Châu Tiền cũng không được chính quyền Việt Nam Cộng hòa công nhận, mà thay vào đó vẫn sử dụng tên tỉnh Châu Đốc cho đến năm 1975.
Sau ngày 30 tháng 4 năm 1975, chính quyền quân quản Cộng hòa miền Nam Việt Nam ban đầu vẫn duy trì các tỉnh Long Châu Hà và Long Châu Tiền như trước đó cho đến đầu năm 1976. Lúc này, chính quyền Cách mạng cũng bỏ danh xưng "quận" có từ thời Pháp thuộc và lấy danh xưng "huyện" (quận và phường dành cho các đơn vị hành chánh tương đương khi đã đô thị hóa).
Ngày 20 tháng 9 năm 1975, Bộ Chính trị ban hành Nghị quyết số 245-NQ/TW về việc:
- Hợp nhất tỉnh Long Châu Hà, tỉnh Rạch Giá (ngoại trừ 2 huyện Vĩnh Thuận, An Biên: trừ 2 xã Đông Yên và Tây Yên) và huyện Thốt Nốt của tỉnh Cần Thơ thành một tỉnh, tên gọi tỉnh mới cùng với nơi đặt tỉnh lỵ sẽ do địa phương đề nghị lên.
- Hợp nhất tỉnh Long Châu Tiền, tỉnh Sa Đéc và tỉnh Kiến Tường thành một tỉnh, tên gọi tỉnh mới cùng với nơi đặt tỉnh lỵ sẽ do địa phương đề nghị lên.

Ngày 20 tháng 12 năm 1975, Bộ Chính trị ban hành Nghị quyết số 19/NQ về việc:
- Hợp nhất tỉnh Cần Thơ (gồm cả huyện Thốt Nốt của tỉnh Long Xuyên) và tỉnh Sóc Trăng thành một tỉnh, tên gọi tỉnh mới cùng với nơi đặt tỉnh lỵ sẽ do địa phương đề nghị lên.
- Hợp nhất phía Tây tỉnh Long Châu Tiền và tỉnh Long Châu Hậu (tỉnh An Giang cũ bao gồm cả tỉnh Long Xuyên, tỉnh Châu Đốc trừ huyện Thốt Nốt của tỉnh Cần Thơ) thành một tỉnh, tên gọi tỉnh mới cùng với nơi đặt tỉnh lỵ sẽ do địa phương đề nghị lên.
- Hợp nhất tỉnh Rạch Giá cũ và 3 huyện: Hà Tiên, Phú Quốc, Châu Thành A của tỉnh Long Châu Hà thành một tỉnh, tên gọi tỉnh mới cùng với nơi đặt tỉnh lỵ sẽ do địa phương đề nghị lên.

Địa bàn tỉnh mới này sẽ tương ứng với tỉnh Châu Đốc và tỉnh An Giang thời Việt Nam Cộng hòa, ngoại trừ huyện Thốt Nốt.
Ngày 24 tháng 2 năm 1976, Chính phủ Cách mạng lâm thời Cộng hòa miền Nam Việt Nam ban hành Nghị định số 3/NQ/1976 về việc:
- Hợp nhất tỉnh An Giang (toàn bộ tỉnh An Giang cũ trước chia ra nay nhập lại giữ tên tỉnh An Giang), một số huyện của tỉnh Long Châu Hà, hai huyện của tỉnh Long Châu Tiền và một huyện của tỉnh Sa Đéc thành một tỉnh, lấy tên là tỉnh An Giang.
- Hợp nhất tỉnh Rạch Giá và bà huyện của tỉnh Long Châu Hà thành một tỉnh, lấy tên là tỉnh Kiên Giang.

Sau năm 1975, tỉnh Châu Đốc bị giải thể, sáp nhập vào tỉnh An Giang theo sự phân chia sắp xếp hành chính của Nhà nước Cộng hòa xã hội chủ nghĩa Việt Nam.
Địa bàn tỉnh Châu Đốc cũ ngày nay tương ứng với các huyện Châu Phú, An Phú, thị xã Tịnh Biên, Phú Tân, thành phố Châu Đốc, thị xã Tân Châu; phần lớn huyện Tri Tôn của tỉnh An Giang; một phần huyện Giang Thành của tỉnh Kiên Giang. Nếu kể luôn thời điểm trước năm 1956 thì tỉnh Châu Đốc bao gồm thêm thành phố Hồng Ngự và các huyện Hồng Ngự, Tân Hồng; một phần các huyện Tam Nông, Thanh Bình cùng thuộc tỉnh Đồng Tháp; các huyện Vĩnh Thạnh, quận Thốt Nốt, một phần huyện Cờ Đỏ của thành phố Cần Thơ.
Hiện nay, địa danh "Châu Đốc" chỉ còn được dùng để chỉ thành phố Châu Đốc, đơn vị hành chính cấp huyện trực thuộc tỉnh An Giang.